# Equipe montenegrina na Copa Davis
A equipe montenegrina na Copa Davis representa Montenegro na Copa Davis, principal competição de tênis masculina por equipes do mundo. É administrada pela Tennis Federation of Montenegro.